# Stopplaats Doesburgerbuurt
Stopplaats Doesburgerbuurt (afkorting Dbt), is een voormalige halte aan de spoorlijn Nijkerk-Barneveld-Ede, tussen Ede en Lunteren. De stopplaats werd geopend op 1 mei 1902 en gesloten op 15 mei 1930.